# پیت ارلی
پیت ارلی (انگلیسی: Pete Earley؛ زادهٔ) روزنامه‌نگار و نویسنده غیرداستانی اهل ایالات متحده آمریکا است.